# Arie de Zeeuw

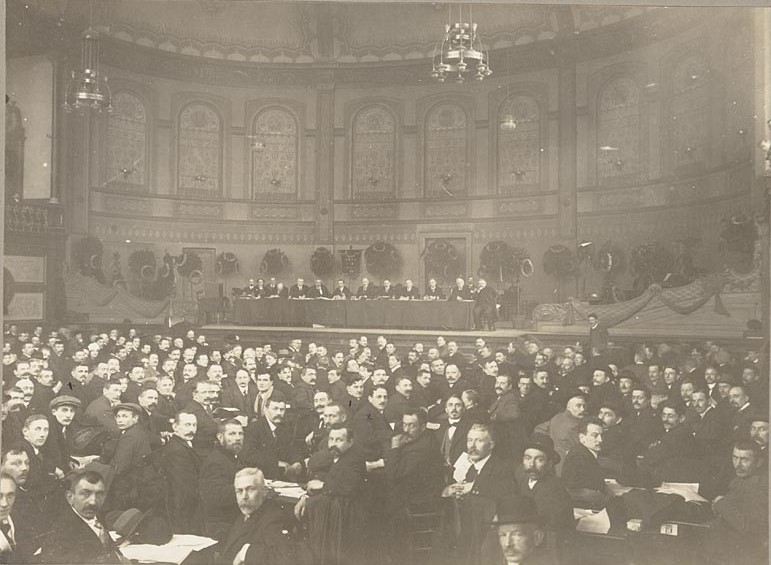
De Zeeuw op het SDAP-congres 1917

Arie Bastiaan de Zeeuw (Rijsoord, 12 december 1881 – Blaricum, 19 april 1967) was een Nederlands politicus van de Sociaal-Democratische Arbeiderspartij (SDAP).
Arie de Zeeuw kwam uit een hervormd boerengezin uit Rijsoord (Gemeente Ridderkerk) op het eiland IJsselmonde. De Zeeuw werd onderwijzer, eerst in Bolnes en vanaf 1902 in een Rotterdamse arbeidersbuurt. Via zijn broer Aart kwam hij kort daarna in aanraking met de SDAP en hij sloot zich bij deze partij aan. Hij werd actief binnen de Rotterdamse afdeling. Hij werd afdelingsvoorzitter en vervolgens voorzitter van de federatie Rotterdam van de SDAP (tot de opheffing van de partij door de Duitse bezetter).
In 1915 werd De Zeeuw lid van de Provinciale Staten van Zuid-Holland, in 1917 van de Tweede Kamer en in 1918 van de gemeenteraad van Rotterdam. Hij was betrokken bij de vergissing van Troelstra, een mislukte socialistische revolutie in november 1918.
In 1919 werd De Zeeuw wethouder van onderwijs in Rotterdam, en was daarmee een van de eerste socialistische wethouders in Rotterdam. Deze functie oefende hij met een onderbreking van 1921-1923 tot 1927 uit, waarna hij wethouder van financiën en bedrijven werd. Uit protest tegen de door de regering opgelegde bezuinigingen trad hij in 1932 af. Ook was De Zeeuw vanaf 1923 lid van de Eerste Kamer en vanaf 1935 was hij er fractievoorzitter van de SDAP.
In 1935 werd hij weer wethouder van financiën. Ondanks de financiële moeilijkheden slaagde Rotterdam er toen in om de financiering voor de aanleg van de Maastunnel rond te krijgen. Na het gedwongen aftreden van burgemeester Oud in 1941 installeerde De Zeeuw de nationaalsocialist Müller, lid van de Nationaal-Socialistische Beweging (NSB) van Anton Mussert, als burgemeester. De Zeeuw hield daarbij een toespraak waarin hij getuigde van zijn democratische gezindheid en hij liet het omhangen van de ambtsketting over aan een bode van het stadhuis. De meningen over het optreden van De Zeeuw waren echter sterk verdeeld en na de oorlog sprak de Eereraad van de SDAP zijn afkeuring uit over het installeren van de NSB-burgemeester.
Na de oorlog werd De Zeeuw lid van de Partij van de Arbeid. Hij verhuisde naar Blaricum en was daar nog enige jaren afdelingsvoorzitter.
- Biografisch Portaal: 72926259
- Parlement.com: vg09lldkizvy